# Équipe du Japon masculine de kayak-polo
L'équipe du Japon de kayak-polo est l'équipe masculine qui représente le Japon dans les compétitions majeures de kayak-polo.
Elle est constituée par une sélection des meilleurs joueurs japonais.
Elle compte à son palmarès quatre titres de vice-champion d'Asie (en 2005, 2007, 2009 et 2011) ainsi qu'un titre de vice-champion d'Océanie (en 2005 où elle avait été invitée).

## Palmarès
Parcours aux championnats d'Asie
- 19?? - 2003 : ?
- 2005 : 2e
- 2007 : 2e
- 2009 : 2e
- 2011 : 2e

Parcours aux championnats d'Océanie
- 2005 : 2e  (invitée)

Parcours aux championnats du Monde
- 1994 : 15e
- 1996 : 9e
- 1998 : 17e
- 2000 : 13e
- 2002 : 14e
- 2004 : 11e
- 2006 : 13e
- 2008 : 16e
- 2010 : 16e